# Schintertalbach
Der Schintertalbach (auch Schlossbach) ist ein 1,3 km langer linker Zufluss des Amraser Gießen bei Amras in Tirol.

## Verlauf
Der Schintertalbach entsteht bei Tantegert in Amras. Zunächst durchfließt er ein kurzes Stück das Gemeindegebiet von Aldrans. Im Park von Schloss Ambras speist er dort den Großen Weiher und den Kleinen Weiher und fließt weiter durch den Schlosspark, wo er in den Amraser Gießen mündet.

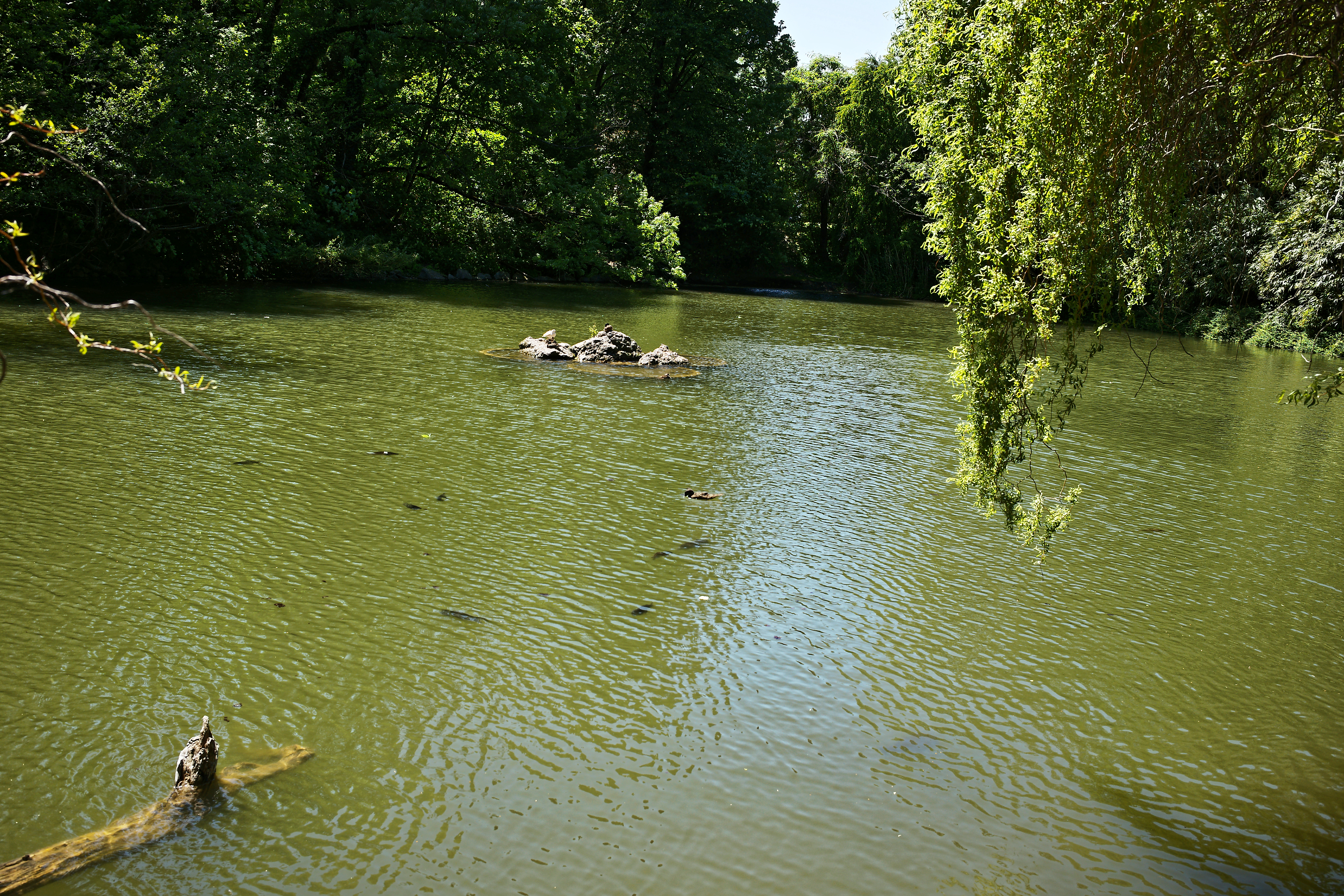
Großer Weiher
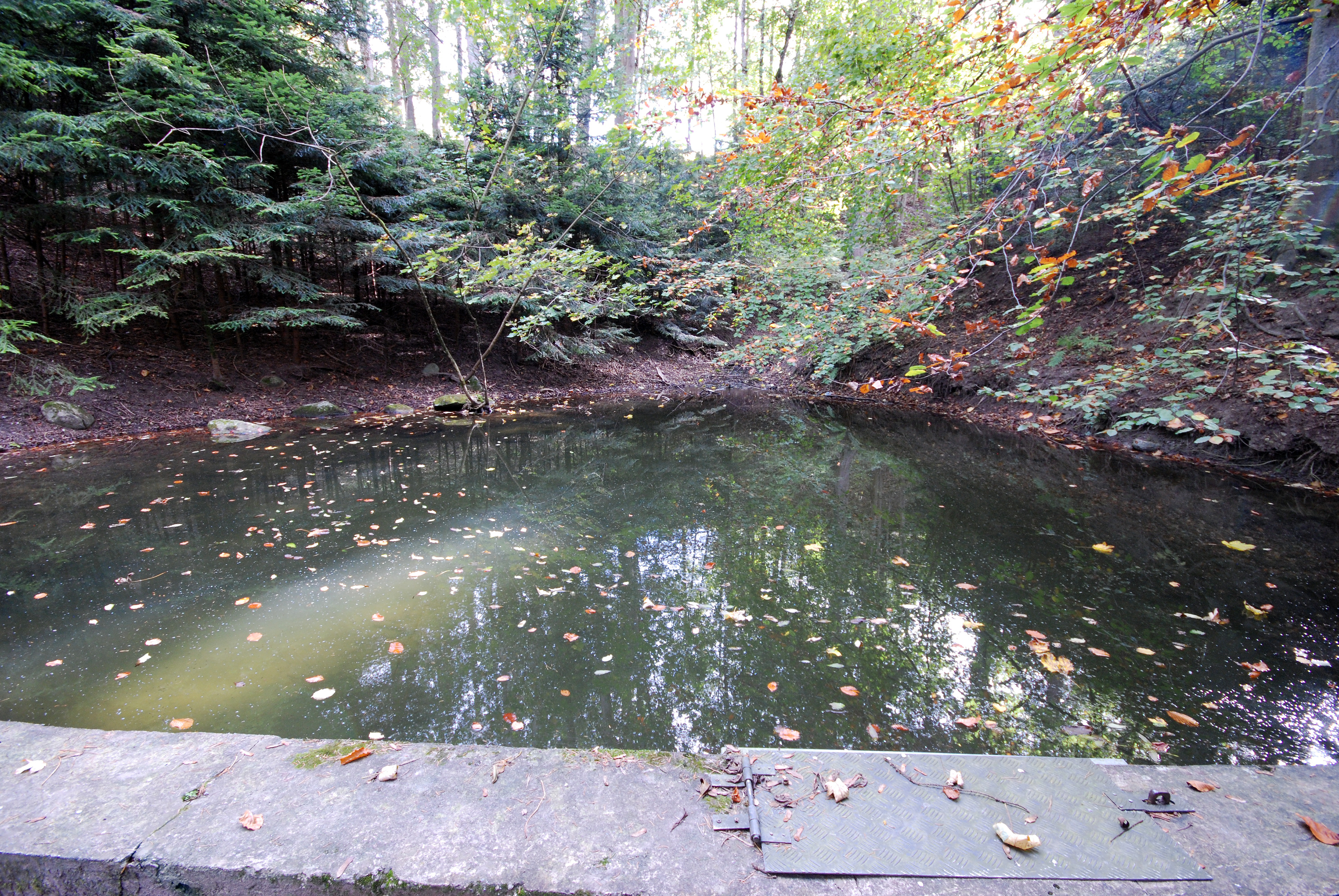
Kleiner Weiher